# 琴盖莱
琴盖莱，是匈牙利琼格拉德州所辖的一个村。总面积60.66平方公里，总人口2072，人口密度34.2人/平方公里（2011年1月1日）。